# ليام روش
ليام روش (14 سبتمبر 1999 - ) (بالإنجليزية: Liam Roche)‏ هو لاعب كريكت زيمبابوي.

## وصلات خارجية
- ليام روش على موقع إي آس بي آن كريك إنفو (الإنجليزية)